# 広村美つ美
林（旧姓：広村） 美つ美（はやし（ひろむら） みつみ、1989年7月16日 - ）は日本の女優、モデル、タレントである。大分県日田市出身。A型。エヴァーグリーン・エンタテイメント所属を経てフリー。大分県立日田林工高等学校建築科卒業。

## 略歴
- 2008年3月 - エフエム東京「SCHOOL OF LOCK!」の榮倉奈々ガールズロックモデル部のコーナーで開催されたラジオでのモデルオーディション、モデチャングランプリ03で圧倒的な投票数を獲得し、グランプリ受賞。WEB写真集を番組で出し、SCHOOL OF LOCK!の広告モデルも務めた。これをきっかけに18歳で上京。
- 2008年6月 -19歳のときにパラオ共和国の親善大使に選ばれる。実際にパラオへ行き、パラオ共和国の大統領に花束贈呈、式典のパレードへの出席などの仕事をした[3]。
- 2008年9月 - MBSラジオミスパーソナリティオーデションでグランプリ受賞。受賞後半年に渡ってよゐこ、夏目ナナ、加藤和樹らとゴチャ・まぜっ!金SP！のラジオパーソナリティを務めた。
- 2009年 - ミス東京ガールズコレクションで9200人の中から審査員特別賞を受賞（この時の他の受賞者は、グランプリ菜々緒、準グランプリ野崎萌香、同審査員特別賞松岡里枝）。同年、テレビ東京ウェルカムTVに犬ドルとしてスカウトされる。愛犬の散歩中に番組スタッフに声を掛けられそのまま番組のレギュラーとなった。後にMCも務める。
- 2010年 - 週刊プレイボーイ×ヤングジャンプ、グラビアJAPAN2010の最終候補16人に選ばれる。同年7月からエヴァーグリーン・エンタテイメントに所属（それまではフリーで活動）。
- 2011年 - 日テレジェニック2011に選ばれる[4]。
- 2016年3月23日 - サッカー日本代表でJリーグ・サガン鳥栖所属のGK林彰洋と結婚[5]。同年3月8日には結婚を前提にした交際をブログで報告していた[6][7]。
- 2017年2月 - 第一子となる長女を出産[8]。
- 2018年11月 - 第二子となる長男を出産[9]。

## 人物
- 過去にスキニーギニアピッグを飼っていた。
- 工業高校出身で溶接やユンボ経験がある。
- 小学生の時から一人カラオケをしている。
- 3人兄弟の末っ子。6歳上の兄、5歳上の姉がいる。
- 小学校の時のニックネームは「みーたん」
- 小さい頃の夢は「歌手」か「八百屋」だった。
- SPEEDに憧れていた。
- 炭酸がすき。
- 上京当初はシンガーソングライターとしてライブ活動をしていた。
- 霊感は無いが怖い話が好き。
- 学生時代、学校が出す絵の大会で入選や賞をよく取っていた。

### 資格
- 計算技術検定3級
- 情報技術検定3級
- 建築CAD検定3級
- 硬筆準二段
- 毛筆準二段
- 弓道初段
- アスリートフードマイスター
- 全米ヨガアライアンス200・RYT200

### 受賞歴
- エフエム東京SCHOOL OF LOCK!モデチャングランプリ-グランプリ受賞
- MBSラジオミスパーソナリティオーディション-グランプリ受賞
- ミスTGC（ミス東京ガールズコレクション）-審査員特別賞受賞
- パラオ親善大使-プリンセス受賞
- 日テレジェニック2011-日本テレビフォトジェニック

## 作品

### 映像作品
- アイドルの穴2011日テレジェニックを探せ!あんなことあったでSHOU!初出し!
- アイドルの穴2011 DVDBOX
- Meet to Me（2011年9月11日、バップ）
- Honey（2012年5月25日、リバプール）
- CANDY（2012年10月26日、リバプール）
- ミュージカル美少女戦士セーラームーン「プチテトランジェール」エスメロード役

## 出演

### テレビ
- ウェルカムTV（テレビ東京） - レギュラー
- 世界一最強の勇者たち（日本テレビ）
- ゴールドハウス（2009年）
- Music Japan TV （スカパー!）
- 日テレジェニック2011「アイドルの穴」（2011年4月 - 、日本テレビ）
- ヒルナンデス（日本テレビ） - 日テレジェニック2011候補生・水着企画
- 中井正広のブラックバラエティ（日本テレビ） - プールで対決企画
- 全力坂（テレビ朝日） - 計3回
- 浜ちゃんが!（2011年12月、日本テレビ） - ゲスト
- 超再現!ミステリー（2012年5月8日、日本テレビ） - 「ラブケミストリー」主役：カロン 役
- かよえ!チュー学（東海テレビ） - オリジナルソング「ある意味で卒業 for ミツミ」プロモ出演
- 行列のできる法律相談所（日本テレビ） - 再現VTR：徳島えりか 役

### ドラマ
- BOSS 2ndシーズン 第1話（2011年4月14日、フジテレビ）
- 桜蘭高校ホスト部（2011年7月 - 9月、TBS） - 西條夏樹 役
- 仮面ライダーフォーゼ （2012年4月15日、テレビ朝日） - 瀨田あずさ 役
- 松本清張没後20年特別企画・危険な斜面（2012年9月30日、フジテレビ）
- NHK BSプレミアム特集ドラマ「アイアングランマ」第3話・第4話（2015年1月24日・31日）

### CM
- ホーユー ふりふりホイップヘアカラー（2011年3月5日 - ）
- 味の素 カップのグラタン（2011年4月 - ）
- 高須クリニック
- コカ・コーラ ミニペットボトル（2013年5月 - ）
- カルピスソーダ 白熱！大凧揚げ篇（2014年4月 - ）
- バスクリン インセントスカルプGnocchi（2014年9月30日 - ）[10]

### ラジオ
- ゴチャ・まぜっ!金スペ（2008年9月 - 2009年4月、MBSラジオ） - レギュラー
- ラジオCM「ラインマップ」（2008年）
- 下北FM（2011年8月） - ゲストMC出演

### 映画
- 「ドロップ」（品川ヒロシ監督）
- 「高校デビュー」
- 「桜蘭高校ホスト部」 ‐ 西條夏樹 役
- 短編映画「ミネストローネ」 - 主演

### PV
- KEN THE 390/Lego! Remix feat,SKY-HI a.k.a日高光啓、KLOOZ,環ROY,TARO SOUL（PV ver）
- Do-no/東京
- Gero/4htシングル「MY SWEET HEAVEN♂♀」（OVA「BROTHERS CONFLICT」OPテーマ）

### OV
- 仮面ライダーW RETURNS 仮面ライダーアクセル（2011年、坂本浩一監督） - ミキ 役

### 舞台
- 「オサエロ」（2010年8月） - 夏子 役
- 「十二人の怒れる人々」（2011年1月） - 6号 役
- 「SAKURA」（2011年11月） - 豊 役
- ミュージカル「GO,JET!GO!GO!Vol.1」（2011年12月） - あかね 役
- 「まなつの銀河に雪のふるほし」（アリスインプロジェクト、2012年2月29日 - 3月4日、品川六行会ホール） - 遥 役
- ミュージカル「GO.JET!GO!GO!ZERO」（2012年5月） - 美月 役
- ミュージカル「Go.JET!GO!GO!vol5」（2012年7月） - 夏代 役
- ミュージカル「Go.JET!GO!GO!vol2」（2013年2月） - 夏代 役
- 「人狼 ザ・ライブプレイングシアター」（2013年2月、新宿サンモールスタジオ） - 村娘ミランダ 役
- ミュージカル「GO!JET.GO!GO!vol.3」（2013年4月） - 美月 役
- ミュージカル「GO!JET.GO!GO!~PARADISE LIVE~」（2013年4月） - 美月 役
- 「kiss me you〜がんばったシンプー達へ〜」（2013年5月、新国立劇場 小劇場） - 麻紀子 役
- 「人狼 ザ・ライブプレイングシアターX 吸血鬼（ヴァンピール）〜渇愛の宴〜」（2013年6月、吉祥寺シアター） - トップモデルミランダ 役
- ミュージカル「Go!JET.GO!GO!PARADISE LIVE vol.2」（2014年2月） - あかね 役
- タンバリンプロデューサーズ公演「舞台 新耳袋3〜喫茶店奏鳴曲(カフェ・ソナタ)〜」（2014年4月2日 - 6日、中野ザ・ポケット）
- 「真夏のJuliet」（2014年5月） - ミーコ 役
- ミュージカル「美少女戦士セーラームーン-Petite Étrangère- (プチテトランジェール)」（2014年8月 - 9月、AiiA Theater Tokyo / 梅田芸術劇場 シアター・ドラマシティ / 上海公演） - ブラックムーン一族 翠のエスメロード 役
- 「人狼ライブプレイングシアター」4周年記念公演（2016年10月、新宿村live） - 村娘ミランダ 役 / マネージャーミランダ 役

### ファッションショー
- 東京ガールズコレクション秋冬コレクション（2009年9月、代々木体育館）
- 東京ガールズコレクション春夏コレクション（2010年4月、横浜アリーナ）
- チャリティファッションショー「メルベイユ」（2010年4月、赤坂BLITZ）
- springコレクション - TBSドラマ『桜蘭高校ホスト部』メンバーとゲスト出演

### 広告
- AXE 広告モデル
- 紳士服のはるやま
- ロリエスリムガード
- 東京ディズニーリゾート「お泊りディズニー」
- 「高須クリニック」イメージモデル
- カルピスソーダ

### その他
- 教科書東京書籍「新しい社会3・4下」（2001年）
- SCHOOL OF LOCK! モデチャングランプリ03のポスター（2008年4月） - 全国の駅に掲出
- 資生堂イベント（2008年、赤坂BLITZ）
- スクウェア・エニックスCDアルバム「LOVE SQ」ジャケット（2009年）
- ロッテ「toppa」モデル（2009年12月 - 2010年3月）
- よみうりランドプールWAIポスターモデル（2011年）
- 24時間テレビ 日産スタジアムチャリティイベント（2011年）

## 書籍

### 雑誌
- ココエンジェル（九州限定フリーペーパー、2007年9月）
- ピエールヴィ（九州限定進学情報誌、2008年9月）
- 東京80（フリーペーパー、2008年5月）
- 月刊デビュー（2008年10月）
- ヤングジャンプ（2008年11月）
- 月刊デビュー（2009年1月）
- 月刊デビュー（2009年10月）
- Ray（2009年12月）
- 週刊プレイボーイ「アイドルが芸人宅で水着に着替えたら…」グラビア!!井上裕介(NON STYLE×広村美つ美（2010年6月7日号）
- 週刊プレイボーイ「グラビアJAPAN2010」（2010年9月6日発行）
- ヤングジャンプ「グラビアJAPAN2010」（2010年9月9日発行）
- BOMB「日テレジェニック2011候補生」掲載（2011年4月発行）
- non-no女子会企画（2011年4月20日発売）
- カメラマン（2011年8月号）
- ガールズ・エンタ!（2011年9月号）
- フォトテクニックデジタル（2011年9月号）
- 月刊デビュー（2011年9月号）
- girls!（2011年9月21日発売）
- B.L.T. 11月号（2011年9月26日発売(九州版)）
- 週刊ヤングジャンプ 巻末グラビア（2011年11月17日発売）
- 週刊ヤングジャンプ 巻頭グラビア（2012年5月10日発売）
- B.L.T 7月号